# Riverview (Kanada)
Riverview – miasto w Kanadzie, w prowincji Nowy Brunszwik, w hrabstwie Albert.